# Огиг
Огиг (на старогръцки: Ὠγύγης, Ὠγύγος, Ogyges, Ogygos) в древногръцката митология е цар на Беотия и Атика. По негово време в Беотия се случва голямо наводнение, което е наречено на него – „Огигско наводнение“.